# شکار بزرگ شنبه
شکار بزرگ شنبه نام نمایشنامه‌ای ویژه کودکان و نوجوانان به نویسندگی شهرام کرمی است که در سال 1398 توسط انتشارات سروش به چاپ رسید.این نمایش که به کارگردانی نویسنده‌ی اثر به روی صحنه نیز رفته است، در شانزدهمین دوره جشنواره بین المللی کودک و نوجوان حائز بیشترین جوایز جشنواره شد. همچنین این کتاب در شانزدهمین جشنواره کتاب رشد به عنوان اثر برگزیده بخش هنر انتخاب شد.

## داستان
نمایشنامه شکار بزرگ شنبه روایتی از شخصیت پسرکی به نام شنبه است که برای رسیدن به بزرگ‌ترین شکار دنیا سفری را آغاز می‌کند.
قصه‌ی پدری شکارچی که پیر شده و دیگر نمی‌تواند به شکار برود. او دوست دارد پسرش شنبه هم شغل موروثیشان یعنی شکار را دنبال کند، اما شنبه دوست ندارد شکارچی شود و حیوانات را بکشد.
سفر و جستجوی او برای پیدا کردن شیر باعث می‌شود با حیوانات مختلف جنگل روبرو شود. او جهان جدیدی را در این سفر کشف می‌کند.
در مقدمه این کتاب که تصویرگری آن را  مهتاب بخشیان بر عهده داشته، شهرام کرمی نمایشنامه را به داوود کیانیان پیشکسوت شناخته شده تئاتر کودک و نوجوان تقدیم کرده است. شهرام کرمی نویسنده و کارگردان تئاتر در صفحه اول کتاب با نوشته‌ای کوتاه آورده است: «تقدیم به داوود کیانیان به خاطر شنبه مهربان که از او آموختم»  

## نمایش
علاوه بر اجراهای مختلف این نمایش در تهران و سایر شهرهای ایران «شکار بزرگ شنبه» در سال ١٣٨٨ در تالار هنر به مدت سی شب اجرا شد.

در همان سال نمایش در شانزدهمین جشنواره بین المللی تئاتر کودک و نوجوان اجرا شد و در بخش بین الملل حائز بیشترین جوایز جشنواره شد.

در این نمایش که توسط گروه تئاتر شایا اجرا شد، آرش نوذری، رسول نقوی، آیدا صادقی، رضا امامی، مجید تفرشی، مهناز ذبیحی به عنوان بازیگر حضور داشتند. 
طراحی صحنه نمایش بر عهده سیروس همتی و آهنگساز نمایش محمد فرشته‌نژاد بودند.

## جوایز و افتخارات
- اثر برگزیده هیجدهمین جشنواره کتاب رشد[۱۰]«اعلام اسامی منتخبین کتاب ماه و سال 1399». خبرگزاری ایسنا.</ref>
- دیپلم افتخار و تندیس شانزدهمین جشنواره بین المللی تئاتر کودک و نوجوان به آیدا صادقی بازیگر نمایش شکار بزرک
- دیپلم افتخار و تندیس شانزدهمین جشنواره بین المللی تئاتر کودک و نوجوان برای رسول نقوی بازیگر نقش شنبه در نمایش شکار بزرگ[۱۱]
- دیپلم افتخار و تندیس شانزدهمین جشنواره بین المللی تئاتر کودک و نوجوان به شهرام کرمی کارگردان نمایش شکار بزرک شنبه اهدا شد[۱۲]